# 파울호른
파울호른(Faulhorn)은 스위스 베른고원의 브리엔츠 호수와 그린델발트 사이에 위치한 베른 알프스의 산이다. 정상의 높이는 2,681m이며 여러 트레일을 통해 도달할 수 있다.
산은 이젤트발트와 그린델발트 시정촌으로 나뉘며 두 지역의 경계에 정상이 있다.
1830년부터 베르크 호텔이 정상에 문을 열었다.